# Cesare Vianello
Cesare Vianello (Venezia, 24 febbraio 1862 – Venezia, 1953) è stato un pittore italiano.

## Biografia
Cesare Vianello nacque a Venezia il 24 febbraio 1862, figlio di Giovanni e di Teresa Giunta.
Pittore di genere in soggetti veneziani, fu allievo di Giacomo Favretto e si formò all'Accademia di Belle Arti di Venezia che frequentò dal 1874 al 1881. Oltre che nei ritratti (specie di anziani), si specializzò in quadri di costume veneziano ed in vedute di interni ed esterni di Venezia e le sue abitazioni. All'inizio del novecento provò anche la pittura paesaggistica.
Dal 1897 al 1924 espose a 12 Biennali di Venezia, partecipando anche ad altre esposizioni nazionali ed internazionali: a Roma nel 1885, a Londra nel 1888, a Firenze nel 1888 e nel 1906, a Milano nel 1906, a Torino nel 1908 e a San Francisco nel 1915.